# Ivet Làlova
Ivet Làlova (búlgar: Ивет Лалова Sofia, Bulgària el 18 de maig de 1984) és una atleta búlgara especialitzada en proves de velocitat. El seu entrenador és Konstantín Milànov.

## Biografia
Filla de Miroslav Làlov, atleta destacat a Bulgària en la dècada dels 60, igual que la seva mare Lília Petrúnova. L'any 2000 es va proclamar campiona de Bulgària en categoria júnior en 100 metres. En el 2001 va ser 4ª en els 200 metres dels Mundials Junior celebrats en Debrecen. En el 2003 va fer el doblet en 100 i 200 metres en els campionats d'Europa Junior celebrats a Tampere.
Ja al 2004 es va produir la seva definitiva consagració en el panorama atlètic internacional, malgrat la seva gran joventut. Després d'unes bones actuacions en els campionats nacionals, durant la Copa d'Europa celebrada en Plòvdiv, va aconseguir una gran marca de 10.77 en els 100 metres, que la millor marca mundial de l'any i la sisena millor de tots els temps. Això la va donar a conèixer al món.
Als Jocs Olímpics d'Atenes 2004 va tenir una bona actuació. Encara que no va poder guanyar cap medalla, va disputar les finals de 100 i 200 metres, sent 4ª en els 100 i 5ª en els 200.
La temporada de pista coberta de 2005 va aconseguir un altre èxit en els Campionats d'Europa de Madrid, guanyant l'or en els 200 metres.
Era una de les grans favorites per als Campionats del Món a l'aire lliure que se celebrarien a Hèlsinki, Finlàndia, en el mes d'agost d'aquest any, però un desgraciat accident mentre realitzava l'escalfament per competir en una carrera a Atenes la va fer fracturar-se una cama i va haver de passar pel quiròfan.
Una sèrie de complicacions en la seva recuperació la van fer estar dos anys allunyada de les pistes. La seva reaparició es va produir el 29 de maig de 2007 a Belgrad, aconseguint la victòria en una prova de 100 metres.